# Acuerdo del Botánico
El Acuerdo del Botánico (en valenciano: Acord del Botànic), nombrado así por haber sido firmado en el jardín botánico de la Universidad de Valencia, fue un pacto de gobierno autonómico suscrito el 11 de junio de 2015 por el Partido Socialista del País Valenciano (PSPV-PSOE) y Coalició Compromís (Compromís), con el apoyo de Podemos (Podem) con la intención de formar un gobierno conjunto en el Gobierno de la Comunidad Valenciana para la IX Legislatura de esa comunidad. El acuerdo fue renovado tras las elecciones a las Cortes Valencianas de 2019, ahora con la coalición Unidas Podemos, siendo conocido como Botánico II (Botànic II).

## Botánico I
El acuerdo de 2015 incluía cinco puntos: «rescate de personas», «regeneración democrática y lucha contra la corrupción», «gobernar para las personas», «nuevo modelo productivo y financiación justa» y «auditoría ciudadana». Su firma permitió investir a Ximo Puig como presidente de la Generalidad Valenciana. El documento fue hecho público tanto en español como en valenciano. El pacto puso fin a dos décadas de gobiernos ininterrumpidos del Partido Popular en la Comunidad Valenciana.
Posteriormente, fue renovado el 12 de enero de 2017, con la inclusión de 201 medidas centradas en la mejora de la economía valenciana. Más tarde, fue actualizado de nuevo en diciembre del 2017 por iniciativa de Podemos.

## Botánico II

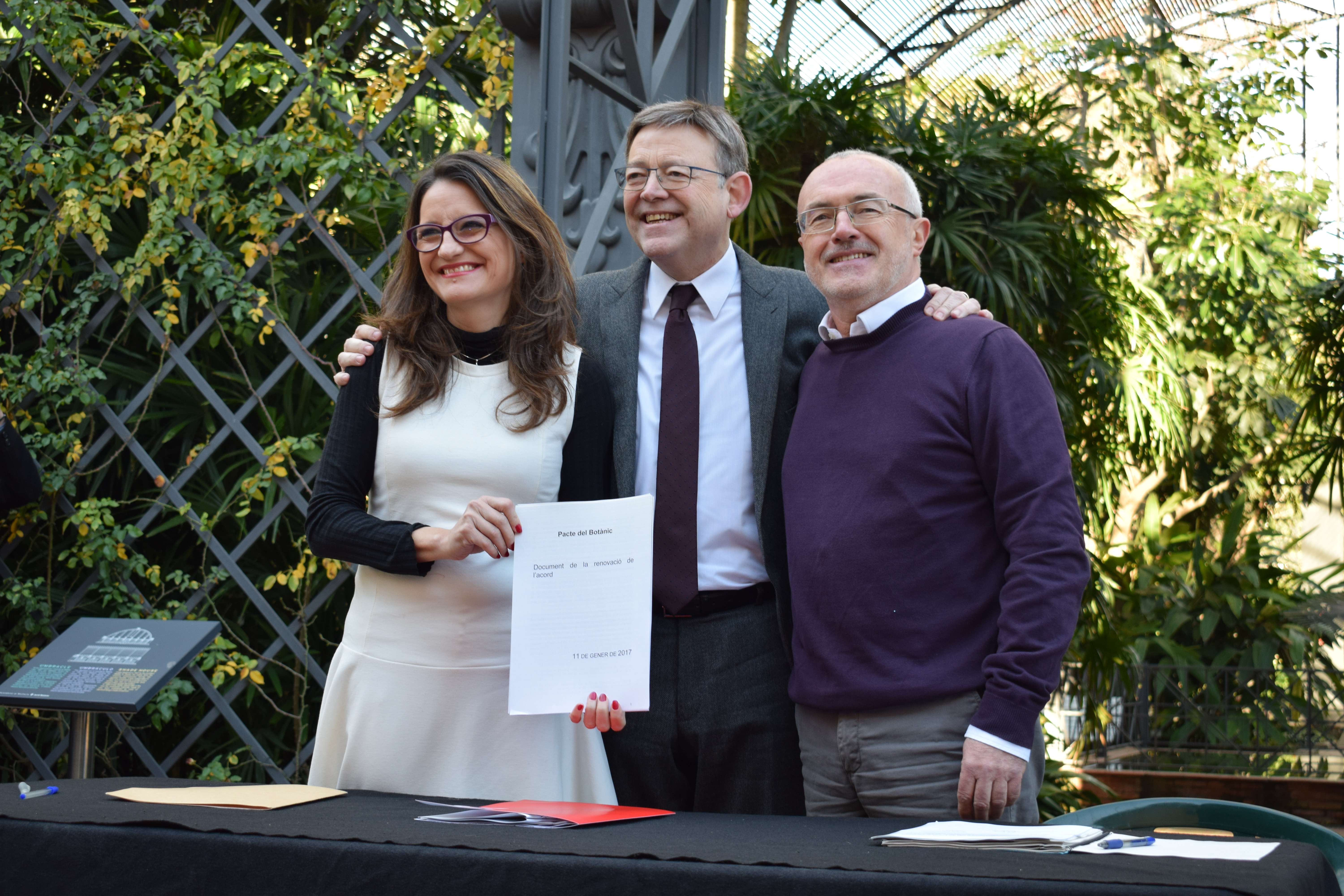
Renovación del Acuerdo Botánico en 2019.

Tras el resultado de las Elecciones a las Cortes Valencianas de 2019, los mismos partidos que firmaron el pacto inicialmente mostraron su disposición a reeditarlo (El Botànic II), al alcanzar estas tres formaciones un total de 52 escaños en conjunto, esta vez con Unidas Podemos formando parte del gobierno autonómico. En estas elecciones Podemos acudió en la coalición Unidas Podemos junto con EUPV. Los máximos representantes de estos partidos, Ximo Puig, Mónica Oltra y Rubén Martínez Dalmau, se reunieron el 12 de junio de 2019 en el Castillo de Santa Bárbara, en Alicante, y rubricaron finalmente el acuerdo por el que gobernarían en coalición durante la X Legislatura de la Comunidad Valenciana.
En la reedición del acuerdo se establecieron seis ejes principales: «transición ecológica y lucha contra la emergencia climática», «feminismo, diversidad e igualdad de trato», «servicios públicos para continuar rescatando y cuidando de las personas», «empleo, modelo productivo e innovación», «calidad democrática y buen gobierno» y «fiscalidad progresiva, financiación justa e intereses valencianos». Además, este hecho también permitió nuevamente la investidura de Ximo Puig como Presidente de la Generalidad Valenciana.